# Гонсало Писаро
Гонсало Писаро и Алонсо (на испански: Gonzalo Pizarro y Alonso) е испански конкистадор.

## Произход
Роден е през 1502 година в Трухильо, Испания, най-малък от четиримата брата Писаро, които са от един баща, но от две майки – Гонсало и Хуан от едната, а Франсиско и Ернандо от другата. Чрез баща си четиримата са братовчеди на знаменития Ернан Кортес.

## В Перу (1530 – 1540)
Гонсало съпровожда по-големите си братя в завоюването на Перу. Участва във всички по-големи сражения, в т.ч. и в пленяването и екзекутирането на владетеля на инките Атауалпа и в дележа на съкровищата му. След като Диего де Алмагро, съперникът на Франсиско Писаро, заминава на поход в Чили Гонсало, заедно с братята си Хуан и Ернандо, са назначени от Франсиско за коменданти на испанския гарнизон в Куско. Тяхното управление се съпровожда с корупция, грабежи и невероятни жестокости срещу местното индианско население, в резултат на което избухва въстание и въстаниците обсаждат гарнизона в Куско, където Хуан загива. С помощта на завърналия се от Чили Диего де Алмагро на 18 април 1537 въстаниците са разбити, Куско е освободен, останалите живи двама братята са пленени от Алмагро. Гонсало успява да избяга от ареста и се добира до резиденцията на брат си Франсиско в Лима. Скоро между двете враждуващи страни е сключено примирие, но след като Алмагро освобождава Ернандо, бойните действия се възобновяват, през 1538 Алмагро претърпява поражение и е екзекутиран от братята.

## Експедиция с Франсиско де Ореляна (1540 – 1541)
През 1540 Гонсало е назначен от брат си Франсиско за губернатор на Кито в Еквадор. Неудовлетворен от назначението си и очаквайки много повече започва да организира експедиция в търсене на митичната Ел Дорадо. В експедицията участват 340 испанци и около 4000 индианци-носачи, като към нея се присъединява и друг конкистадор, основател на град Гуаякил през 1539 – Франсиско де Ореляна, който след това ще извърши първото плаване по Амазонка. Огромният отряд потегля от Кито през февруари 1541, преодоляват Андите, където от студ умират 140 испанци и около 3000 индианци и достигат до река Кока, където се присъединяват хората на Ореляна.
В устието на реката, която се оказва приток на река Напо, построяват бригантина (малък кораб) и започват спускане по Напо. Долината на реката е безлюдна и испанците няма от къде да се снабдяват с хранителни припаси. Всичките участници гладуват и заболяват; испанците умират с десетки, индианците – със стотици, тъй като са жители на високопланинските райони и не понасят горещия и влажен климат в Амазонската низина. Тогава, в края на декември 1541 г., Писаро решава да изпрати надолу по реката с бригантината Франсиско де Ореляна с 57 испанци (за броя на индианците няма сведения) за търсене на хранителни припаси, а той остава да чака завръщането им. След като Ореляна плава надолу няколко дни и не намира никакви селища, които да ограби и се снабди с храна, изоставя хората на Писаро и продължава надолу по реката, за да извърши първия велик преход по цялото течение на Амазонка.
Няколко дни Гонсало Писаро и останалите с него гладни и болни хора очакват завръщането на Ореляна, но от там се завръща само един човек. След това Гонсало с хората си продължава пеша покрай реката и стигат до река Мараньон, където срещат един войник от разузнавателния отряд на Ореляна и той им съобщава за измяната на Ореляна. Испанците са принудени без провизии, със силно оредял състав да тръгнат обратно нагоре по долината на река Напо – през заблатени гори и полупустинни планински райони. Изядени са всички коне и кучета, хранят се с мърша и корени. В Кито се завръщат едва 80 души, част от тях смъртно болни.

## Следващи години (1541 – 1548)
Там Гонсало Писаро узнава за гибелта на брат си Франсиско на 26 юни 1541 и за временното тържество на сина на Диего де Алмагро, а скоро и за неговата смърт. Скоро пристига нов управител на Перу Кристобал Вака де Кастро, който предоставя във владение на Гонсало Писаро богати сребърни рудници. Независимо от това Писаро-младши мечтае за повече богатства и власт. През 1544 заедно със свои поддръжници вдига въстание срещу новия вицекрал на Перу и успява да завземе властта в страната. След четиригодишно незаконно управление армията му е разбита от кралските войски при Саксайуаман, самият той пленен и обезглавен.
С неговата смърт завършва свързаната с фамилиите Писаро и Алмагро грандиозна епопея по откриването и завоюването на огромната западна половина на Южна Америка с площ около 3 млн. км2 – Екваториалните, Перуанските, Централните, Чилийско-Аржентинските Анди и тихоокеанското крайбрежие на континента до 40° ю.ш.